# Apocrypha
Apocrypha es el segundo álbum de Ascension of the Watchers, el proyecto liderado por el excantante de Fear Factory Burton C. Bell. Tras un viaje de una década de composición y grabación, desde California, Pensilvania, Nueva York y Gales, el trío lanzó su álbum el 9 de octubre de 2020 a través de Dissonance Productions.
La grabación estaba disponible en CD, dos formatos de vinilo limitados y en los principales medios digitales.
Bell, dijo del álbum: "Es algo en lo que he estado trabajando literalmente durante diez años. Ascension of the Watchers, para mí, es el trabajo más personal y representativo que he hecho en toda mi carrera. Así que los fans de Fear Factory pueden echar un vistazo en profundidad a los sonidos que se crearon para Fear Factory. Por lo tanto, hay muchas similitudes y también muchas diferencias".

## Videos promocionales
Ghost Heart es un video musical creado por Victor Hugo-Borge. "La canción fue grabada exactamente como yo quería que sonara; poderosamente misteriosa, lo que también describe el video. Un paisaje surrealista para los tonos cinematográficos que es el tema conmovedor Ghost Heart".
"Ahora, más que nunca, mis palabras son un fiel reflejo de mi espíritu. El fin es siempre el principio es una declaración verdadera, en todos los aspectos de la vida. Todo depende de la perspectiva individual".
The End is Always the Beginning es un videoclip creado por Victor Hugo-Borges y es otro fragmento surrealista de Ascension of the Watchers. "El significado es único para cada oyente y espectador. No hay ningún análisis incorrecto. Toma lo que quieras de él. Para mí, este es el comienzo de un capítulo completamente nuevo, y esta canción valida mi fuerza personal para comprender realmente lo que significa seguir adelante", dijo Bell.

## Recepción de la crítica
Con el segundo lanzamiento del ahora proyecto principal de Bell y Bechdel, Apocrypha ve a Bell mostrando un nuevo grado de vulnerabilidad, experimentación y pintura melódica y de paisajes sonoros como nunca antes. Burton ahora se encuentra en su punto más vulnerable en este álbum, ¿cuál es el resultado? Es un poco una mezcla de cosas.
'Ghost Heart' es una de las más fuertes del álbum. La melodía más directa, con un estribillo, guitarras, sintetizadores que se expanden y complementan una producción impecable. La voz de Bell y su calidad arrolladora y prolongada funcionan bastante bien. Es un rock épico que resalta lo mejor de lo que puede hacer con su canto limpio. 'The End is Always the Beginning' va aún más allá para establecer que este proyecto es un lado muy diferente de Burton de su material de FF. Los sintetizadores densos de Bechdel y los tambores tribales de Jayce Lewis, que también respalda a Bell en cuanto a las voces, prepara el terreno para una canción que, en última instancia, no parece que vaya a ninguna parte. Suena genial y está bien tocada, por desgracia, es mayormente aburrida y no es la única canción del álbum que cae presa de eso.
'Apocrypha' comienza con una grabación inquietante de un EVP fantasmal capturado durante la grabación de la canción, sus guitarras premonitorias marcan el tono de una canción que cuelga en el éter y adquiere este tipo de calidad nostálgica. Es una pista inquietante que no salta y atrapa, pero emite una vibración que es hipnótica en calidad. 'A Wolf Interlude' también cae en la categoría de serpenteante, se siente un poco repetitivo y no hay mucho sucediendo instrumental o vocalmente que sea interesante. 'Honoré' presenta un autotune pesado en todo momento, lo que agrega un efecto interesante a la canción, pero nuevamente, su ritmo lento y la falta de variedad no le sirven bien a la canción. La mayoría de las canciones del álbum sirven para presentar una vibración en lugar de un golpe directo, lo que funciona en pistas como 'Key to the Cosmos', que presenta un tono de sintetizador casi bailable y agradables pasajes melódicos de Bell. Es fácil perderse en él, como en una canción como 'Stormcrow', un instrumental cinematográfico que crea un paisaje sonoro épico digno de una película clásica de acción y ciencia ficción.
Estas canciones reflejan sentimientos profundamente personales y muy directos de amor hacia las personas en la órbita de Bell, lo cual es un lado nuevo y muy refrescante de ver de él. La artesanía y la construcción podrían necesitar un poco de retoque, con una canción como 'Sign your Name', donde Bell se mueve al ritmo de una guitarra acústica. Conmovedora, una construcción un poco más poética podría haberle servido bien a la canción. La canción no es de las interpretaciones vocales más poderosas, aunque presenta algunos tonos de sintetizador geniales en la mitad posterior.
'Bells of Perdition', 'Cygnus Aeon' y 'Wanderers' tampoco atrapan tanto el oído. No hay nada particularmente pegadizo que llame la atención, 'Wanderers' en particular adquiere un toque de playa y progresivo que toca tonos que un artista como Steven Wilson usaría. Hay muchos sintetizadores serpenteantes y pasajes prolongados de Bell, que simplemente no impactan de la misma manera que las pistas anteriores del álbum.
Apocrypha es música para vibrar, más que para digerir de forma tradicional. Si es un rasgo exitoso depende del oyente, pero es muy diferente del Burton C. Bell que la mayoría de los oyentes conocen. Es agradable verlo diversificarse, tomando riesgos y mostrando un lado muy vulnerable de sí mismo, o componer letras y paisajes sonoros que se sienten intensamente personales. Lo logra a veces y en ciertas pistas, especialmente hacia la primera mitad del álbum. Este es un álbum que está bien mezclado y suena genial. Burton C. Bell es un talento enorme y un titán en el mundo del metal, pero un poco de ajuste y un poco más de trabajo en la composición de canciones le vendrían bien en su próximo álbum, mientras se adentra en un nuevo futuro musical. El álbum está repleto de pistas y largos pasajes de tiempo en los que no sucede gran cosa y donde la acción es repetitiva.

## Lista de canciones
| N.º | Título                            | Duración |  |
| 1.  | «Ghost Heart»                     | 6:17     |  |
| 2.  | «The End is Always the Beginning» | 5:47     |  |
| 3.  | «Apocrypha»                       | 6:54     |  |
| 4.  | «A Wolf Interlude»                | 4:38     |  |
| 5.  | «Honorée»                         | 6:11     |  |
| 6.  | «Stormcrow»                       | 5:55     |  |
| 7.  | «Cygnus Aeon»                     | 5:16     |  |
| 8.  | «Key to the Cosmos»               | 6:46     |  |
| 9.  | «Bells of Perdition»              | 4:57     |  |
| 10. | «Wanderers»                       | 5:38     |  |
| 11. | «Sign your Name»                  | 6:38     |  |

## Personal
- Burton C. Bell - voz, guitarra
- John Bechdel - teclados
- Jayce Lewis - batería, coros, programación